# Eckardt Lufft
Eckardt Hans Lufft (* 9. August 1876 in Cannstatt; † nach 1932) war ein deutscher Maschinenbauingenieur und Manager.

## Leben
Eckardt Lufft besuchte die Oberrealschule in Stuttgart. Nach dem Abitur studierte er Maschinenbau an der Technischen Hochschule Stuttgart und wurde Mitglied des Corps Bavaria Stuttgart. Nach dem Studium ging er zur Maschinenfabrik Eßlingen. Von 1901 bis 1903 baute er Mühlen- und Siloanlagen der Société anonyme de Minoteries et Elevateurs á Grain in Buenos Aires. Im Rahmen dieses Bauprojekts unternahm er 1903 grundlegende Druckversuche an Silozellen über den Druck des eingeschlossenen Getreides gegen die Silowände. Von 1904 bis 1914 war er Oberingenieur und stellvertretender Direktor der Braunschweigischen Mühlenbauanstalt Amme, Giesecke & Konegen (AGK). Zu Beginn des Ersten Weltkriegs wurde er als Hauptmann zum Heeresdienst eingezogen. Später wurde er zum Kommandeur der rumänischen Ölfelder ernannt. Ihm oblag der Wiederaufbau der völlig zerstörten Erdölindustrie in Rumänien. 1918 leitete er die Wiederaufbauarbeiten im Kohlengebiet des Donez. Noch im selben Jahr wurde er Direktor der rumänischen Ölgesellschaften Concordia, Vega und Creditpetrolifer. 1919 wurde er zum Direktor der Deutschen Erdöl-AG ernannt. 1920 wurde er Direktor der Internationalen Petroleum-Union sowie mehrerer mexikanischer Erdölgesellschaften. 1924 wechselte er als Direktor zu den Luther-Werken in Braunschweig. Nach dem Aufgehen der G. Luther AG in der MIAG wurde er 1926 Direktor und Vorstandsmitglied der neuen Gesellschaft.
Lufft war Aufsichtsratsmitglied der Habermann & Guckes-Liebold AG in Berlin, der Internationalen Maschinen- und Tiefbohrgerätefabrik (IMTAG), der Maschinenfabrik Ehrhard in Wolfenbüttel, der Amme, Santi, Palma S.A. in Monza und der Seck Machinery Co. in London. Er war Vorsitzender des Braunschweigischen Bezirksvereins deutscher Ingenieure und der Nordwestlichen Eisen- und Stahlberufsgenossenschaft, Sektion Braunschweig. Neben seinem Werk über Druckverhältnisse in Silozellen veröffentlichte er zahlreiche Aufsätze über Silobau und Getreideumschlag in Seehäfen.

## Auszeichnungen
- Goldene Medaille für wissenschaftliche Leistungen der Technischen Hochschule Stuttgart
- Eisernes Kreuz II. und I. Klasse sowie weitere Kriegsorden

## Schriften
- Druckverhältnisse in Silozellen, 2. Auflage 1920